# TSHZ3
TSHZ3‏ (Teashirt zinc finger homeobox 3) هوَ بروتين يُشَفر بواسطة جين TSHZ3 في الإنسان.
في الفئران، يُعدّ هذا الجين جزءًا أساسيًا من الدائرة العصبية التي تتحكم في التنفس. كما يُعدّ هذا الجين مماثلًا لجين تيشيرت في ذبابة الفاكهة السوداء، الذي يُشفّر عامل نسخ إصبع الزنك المهم لنمو الجذع.
لا تُطوّر الفئران التي فقدت جين Tshz3 الدائرة العصبية لمولد إيقاع التنفس (مولد النماذج المركزي)، وهو جهاز تنظيم ضربات القلب الذي يُنتج إيقاعًا متذبذبًا في جذع الدماغ ويتحكم في التنفس الذاتي. توجد خلايا RRG العصبية، ولكنها غير طبيعية. لا تنجو هذه الفئران لأنها لا تبدأ التنفس بعد الولادة. تُدرس علاقة Tshz3 بعيوب التنفس لدى الرضع لدى البشر.
تم تحديد TSHZ3 كمنطقة حرجة لمتلازمة مرتبطة بحذف متغاير الزيجوت في الفترة 19q12-q13.11، والتي تشمل أعراض اضطراب طيف التوحد (ASD) مثل السمات التوحدية، واضطرابات الكلام، والإعاقة الذهنية، بالإضافة إلى تشوهات في الجهاز الكلوي. تُظهر الفئران المصابة بحذف متغاير الزيجوت في Tshz3 (Tshz3lacZ/+) إثراءً في الجينات المتماثلة المرتبطة باضطراب طيف التوحد في القشرة المخية، وتغيرات وظيفية في الدوائر القشرية المخططية، وتشوهات سلوكية مرتبطة باضطراب طيف التوحد.
يؤدي الحذف المشروط لـ Tshz3 بعد الولادة لدى الفئران إلى اختلالات سلوكية تُحاكي اضطراب طيف التوحد، بالإضافة إلى تشوهات في النقل المشبكي ومرونة الدائرة القشرية المخططية. ترتبط هذه التغييرات بخلل في التعبير القشري لأكثر من 1000 جين، وخاصة الجينات التي تشفر المكونات المشبكية، ونصفها له نظائر بشرية تشارك في اضطراب طيف التوحد.